# Acacia pseudofistula
Acacia pseudofistula é uma espécie de leguminosa do gênero Acacia, pertencente à família Fabaceae.